# サン＝ルイ島

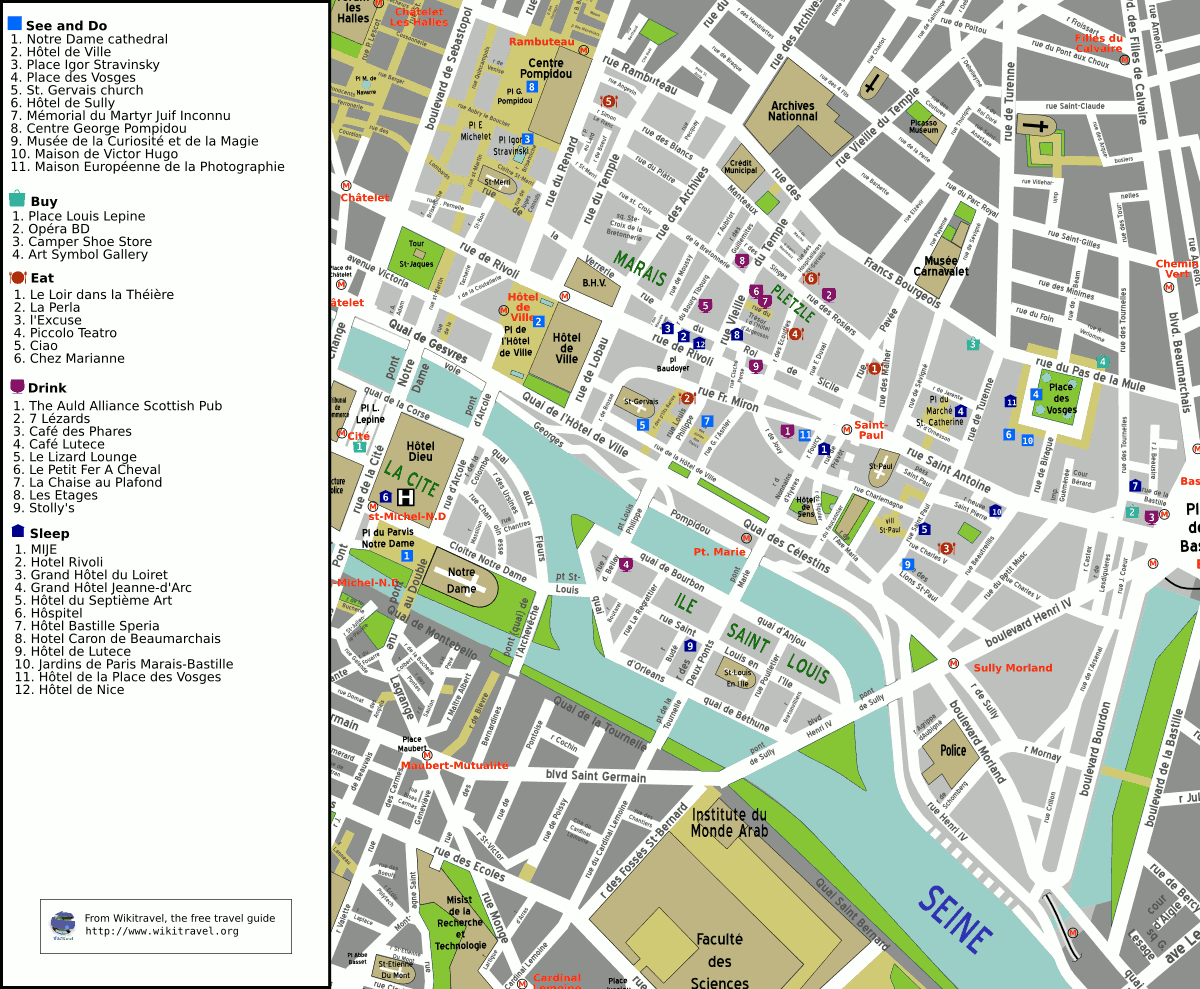
サン＝ルイ島の位置

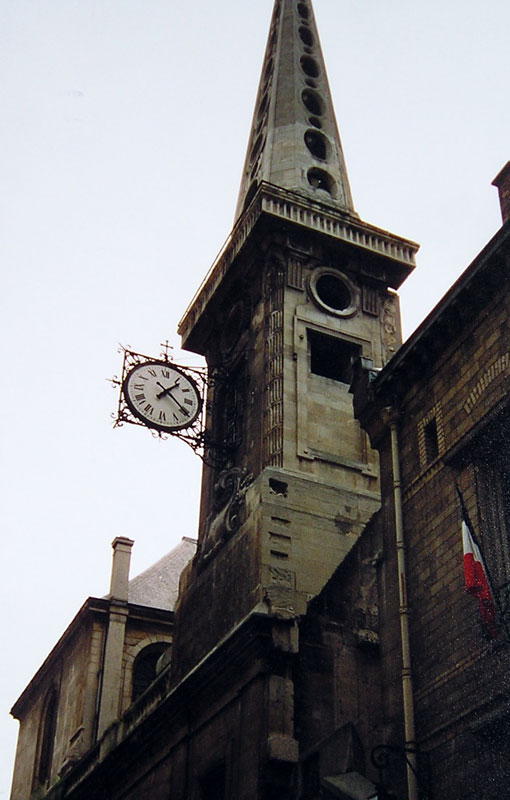
サン＝ルイ＝アン＝リル教会

サン＝ルイ島 （サン＝ルイとう、仏: île Saint-Louis） は、フランス・パリの中心部を流れるセーヌ川の中州である。パリ4区に属し、シテ島と並んで、「パリ発祥の地」とも称される。ノートルダム大聖堂のあるシテ島のセーヌ川上流、東側（ノートルダム大聖堂の後ろ側）に位置している。
古くから貴族や著名人が邸宅を構える高級住宅街として知られ、世界的大富豪ロスチャイルド家も邸宅を所有していた（現在はカタールの王族に売却）。日本人では女優の岸恵子が住む。
名前の由来は聖王ルイ（サン・ルイ）である。ただし、彼が建てたサント・シャペルは下流のシテ島にある。また、フランス革命期には「友愛島」(le de la Fraternité) と改称されたこともある。

## 観光名所
- ヴェルサイユ宮殿建設にも従事したバロック建築の建築家ルイ・ル・ヴォーが手がけた建築物群
  - サン＝ルイ＝アン＝リル教会 (fr:Église Saint-Louis-en-l'Île)
  - ロザン邸 (en:Hôtel de Lauzun)
  - ル・ヴォー邸 (Hôtel Le Vau)
  - ランベール邸 (fr:Hôtel Lambert)
- ブルトンヴィリエの離れ (:fr:Le pavillon de Bretonvilliers)
- シュニゾ邸 (fr:Hôtel Chenizot)

- パリの有名なアイスクリーム屋ベルティヨンは、サン＝ルイ＝アン＝リル通り29番地から31番地に店を出している。

## サン＝ルイ島とつながっている橋
この島に渡れる橋は以下の5本である。
- サン＝ルイ橋
- トゥルネル橋
- ルイ・フィリップ橋
- マリー橋
- シュリー橋

## サン＝ルイ島にゆかりのある有名人
- ポール・セザンヌ - 画家。サン＝ルイ島のケ・ダンジュー (アンジュー河岸通り、Quai d'Anjou) 15番地に居住。
- シャルル・ボードレール - 詩人。6区オートフイーユ通り (Rue Hautefeuille) 13番地生まれ。1842年から1845年までサン＝ルイ島に住んでいた。ル・ルグラティエ通り (Rue Le Regrattier) 6番地に居住。また、ケ・ダンジュー15番地にも一時居住。
- カミーユ・クローデル - 女性彫刻家。1899年から1913年までケ・ド・ブルボン (ブルボン河岸通り、Quai de Bourbon) 17-19番地のジャソー館 (Hôtel de Jassaud) 1階にアトリエがあった。同館17番地箇所は歴史的記念物。
- レオン・ブルム - 政治家・首相。14区モンパルナス大通り (Boulevard du Montparnasse) 126番地のほか、フランス人民戦線期にケ・ド・ブルボン25番地に住んでいた。その邸宅は元は1662年に国王ルイ14世の秘書官だったアントワーヌ・モロー (Antoine Moreau) のものだった。
- ヘレナ・ルビンスタイン - 実業家、化粧品会社・ビューティサロン経営者。1934年、買い取ったケ・ド・ベチュヌ (Quai de Béthune) 24番地の歴史的記念物エスラン館 (Hôtel d'Hesselin) を建て替えた。
- ジョルジュ・ポンピドゥ - 政治家・大統領・首相。同上建て替えられたケ・ド・ベチュヌ24番地建物に居住し、1974年に最期を迎えた。慈善家で妻のクロード (Claude Pompidou [1]) も2007年に同館で死去。
- ルイ・ド・フュネス - 世界的に著名なフランスの国民的喜劇王。同上ケ・ド・ベチュヌ24番地建物にアパルトマンを所有していた。また、姉マリア・ド・フュネス (Maria de Funès) が1993年に亡くなるまでおよそ20年間サン＝ルイ島ブタレル通り (Rue Boutarel) 界隈に住んでいた。
- クロード・モーリアック - 作家。ノーベル文学賞作家フランソワ・モーリアックの子。同上ケ・ド・ベチュヌ24番地建物に亡くなるまで居住。
- マルト・ビベスコ（フランス語版） - 作家、ルーマニア"ワラキア大公妃"。ボヤールのビベスコ家 (en, fr)、ワラキア大公 (en)ゲオルゲ (fr) の孫ジョルジュ (fr) の妻。夫ジョルジュが1941年に死去、故国が共産化したため1948年から1973年までサン＝ルイ島ケ・ド・ブルボン (Quai de Bourbon) 45番地に住んでいた。同45番地は1919年-2004年までビベスコ家の所有で、娘プリシーラが2004年に亡くなるまで、他に外交官アントワーヌ・ビベスコ（フランス語版）がパッシーや同45番地に居住した。
- ナンシー・キュナード（フランス語版、英語版）（英女性詩人、前衛芸術家、反差別政治運動家） - 英船舶会社キュナード・ライン相続人の英上流階級 (en) の出。ベル・エポック後の狂騒の20年代におけるルイ・アラゴンやトリスタン・ツァラ、エズラ・パウンドら各著名詩人のミューズ。1920年代、サン＝ルイ島ル・ルグラティエ通り (Rue Le Regrattier) に居住し[2]、1930-1934年の間、パリ6区ゲネゴ通り (Rue Guénégaud) 15番地で出版社アワーズ・プレス（Hours Press）を経営した[3]。
- マリ・キュリー - 化学者。1912年から1934年までサン＝ルイ島に住んでいた。
- ルネ・ゲノン - サン＝ルイ島に住んでいた。
- アルーン・タジェフ - 地質学者・火山学者。サン＝ルイ島に住んでいた。
- ジョルジュ・ムスタキ - 歌手。サン＝ルイ島に住んでいた。
- クロード・サロート（フランス語版） - 女性ジャーナリスト。16区に生まれ、サン＝ルイ島にも住む。
- パスカル・セヴラン（フランス語版） - テレビ番組司会者・シンガーソングライター。サン＝ルイ島に住んでいた。
- 岸恵子 - 日本の女優。結婚以来、日本を離れサン＝ルイ島に居住

ランベール館 (Hôtel Lambert) 居住者
- シャトレ侯爵夫人 - 数学者、物理学者。ランベール館 (Hôtel Lambert) に居住。
- アダム・イエジィ・チャルトリスキ（ポーランド貴族のチャルトリスキ公爵）
  - ロシア帝国外相も務めたが、ポーランド独立の11月蜂起に失敗し、パリに亡命（「大亡命」）してきた多数のポーランド貴族のうちランベール館に居住し、"ランベール派"と呼ばれた。
- アルトゥロ・ロペス・ウィルショー（フランス語版）
  - チリ人の億万長者実業家。両性愛者。第二次世界大戦後ランベール館を各室アパルトマンに分けて分譲賃貸。死去時に居住していたヌイイ＝シュル＝セーヌの館は、市が買い取り博物館 (Musée des automates) に改装。
- アレキシス・ ド・レデ（フランス語版、英語版）
  - 第3代ローゼンベルグ＝レデ男爵アレクス・フォン・ローゼンベルク＝レデ (Oskar Dieter Alex von Rosenberg-Redé, 3rd Baron von Rosenberg-Redé)。オーストリア＝ハンガリー帝国出身ユダヤ系一族の銀行家。耽美主義者。上記ウィルショーと共にランベール館に居住。
- モナ・フォン・ビスマルク（フランス語版）（ソーシャライト、ファッションアイコン）
  - ケンタッキー州出身の米国人。生涯5度結婚し、4度目にドイツの"鉄血宰相"オットー・フォン・ビスマルク侯の孫アルブレヒト・フォン・ビスマルク＝シェーンハウゼン伯（Count Albrecht von Bismarck-Schönhausen (1903–1970年)）と結婚（1955-1970年）。シャネルやマドレーヌ・ヴィオネ、ランバン等による"ザ・ベスト・ドレッスド・ウーマン"にアメリカ人では最初に選ばれ、雑誌「ヴァニティ・フェア (Vanity Fair)」の"International Best Dressed List" 等にも掲載。バレンシアガのミューズ。サン＝ルイ島のランベール館の一室（アパルトマン）、その後5番街やイエナ橋近く16区ニューヨーク大通り34番地、イタリアカプリ島等に居住。1983年の死後、16区のタウンハウスは米人アーティスト等のパリ居住を支援する財団になり、さらに米文化紹介のモナ・ビスマルク・アメリカン・センター (Mona Bismarck American Center) になる。
- ミシェル・モルガン - 女優。ヌイイ＝シュル＝セーヌ生まれ、ランベール館の一室に居住。
- ギー・ド・ロチルド - パリ・ロチルド家当主の銀行家。ランベール館を購入し、後年下記カタール王族アブドッラー・ビン・ハリーファに売却。
- アブドッラー・ビン・ハリーファ・アール＝サーニー - カタール王族、元カタール首相。